# Ivan (cràter)
Ivan (en rus: Иван) és un petit cràter situat a la part central de l'Oceanus Procellarum, a la cara visible de la Lluna. El cràter està envoltat per les Rimae Prinz, amb el cràter Vera molt proper al sud-oest. Altres cràters propers són Van Biesbroeck, Krieger, Rocco i Ruth al nord-oest, Ångström a l'est-nord-est i Prinz al sud-sud-oest. També a l'oest del cràter apareixen les Rimae Aristarchus, i a l'est els Montes Harbinger.
El cràter té una petita plataforma central, de la qual ix una esquerda de les Rimae Prinz. La naturalesa del cràter no és clara: podria ser una caldera volcànica.
Abans de rebre el nom actual al 1976, el denominaven cràter satèl·lit Prinz.